# Tomasz Lerski
Tomasz M. Lerski (ur. 7 września 1969 w Warszawie) – varsavianista, historyk kultury, dziennikarz.

## Życiorys
Jest absolwentem Wydziału Dziennikarstwa i Nauk Politycznych Uniwersytetu Warszawskiego (praca magisterska na temat książki Czarny ląd − Warszawa Wandy Melcer). W 2008 uzyskał stopień doktora na podstawie książki o tym przedsiębiorstwie w Instytucie Historii Nauki Polskiej Akademii Nauk w Warszawie. 
W 2007 opublikował Encyklopedię Kultury Polskiej XX wieku. Muzyka - Teatr - Film, w 2015 Warszawa Marii Dąbrowskiej (wyd. Państwowy Instytut Wydawniczy), a w 2016  – Warszawa Antoniego Słonimskiego (wyd. PIW). Autor haseł dla Polskiego Słownika Biograficznego.
Pisuje od 16 roku życia w prasie stołecznej, m.in. o dawnych przedsiębiorstwach warszawskich, o zabytkach Warszawy („Kurier Polski”, „Gazeta Wyborcza”, „Express Wieczorny”, „Życie Codzienne”). Publikował też w „Spotkaniach z Zabytkami”, „Ruchu Muzycznym” i „Jazz Forum”. W 1992 r. zadebiutował w radio audycją o piosenkarzu Adamie Astonie. 
Członek założyciel Społecznego Zespołu Opiekunów Kulturowego Dziedzictwa Warszawy ZOK, Towarzystwa Miłośników Łazienek Królewskich, Towarzystwa Opieki nad Zabytkami oraz Towarzystwa Przyjaciół Falenicy. 
W 2004 otrzymał Nagrodę Varsavianistyczną (prezydenta miasta) za książkę Syrena Record − pierwsza polska wytwórnia fonograficzna 1904−1939 Poland's first recording company ex aequo z Powstaniem '44 Normana Daviesa, w 2017 nagrodę ZAiKS-u za varsaviana im. Karola Małcużyńskiego. 